# Michaela Vosbeck
Michaela Vosbeck (* 5. Mai 1967 in Schwerte, heute Michaela Eisenmenger) ist eine ehemalige deutsche Volleyballspielerin.

## Karriere
Michaela Vosbeck begann mit dem Volleyball in ihrer Heimatstadt beim 1. VC Schwerte. Hier war sie mehrfache Deutsche Jugend- und Juniorinnen-Meisterin und spielte später auch in der Bundesliga. 1988 wechselte sie zum Ligakonkurrenten TV Hörde. Hier wurde sie 1989 zur besten Aufschlagspielerin der Bundesliga gewählt. 1990 ging sie zum Deutschen Meister CJD Feuerbach, mit dem sie 1991 den Meistertitel verteidigen konnte. In dieser Zeit spielte Michaela Vosbeck auch in der deutschen Nationalmannschaft. 1993 spielte sie in Frankreich und 1994 in der Schweiz. 1997 bestritt sie an der Seite von Silke Meyer im Beachvolleyball drei Turniere auf der FIVB World Tour.

## Privates
Michaela Eisenmenger ist heute Diplom-Verwaltungswirtin und Lehrerin. Sie ist verheiratet und lebt mit ihrer Familie in Stockholm.